# Fajankó
Fajankó, később Forma-Fajankó illusztrált élclap. Hetente jelent meg 1923. december 25. és 1924. május 31. között Temesváron.

## Története
Kezdetben Andreas álnéven Endre Károly szerkesztette, kiadóként Kóra-Korber Nándor grafikusművész szerepelt, főmunkatárs Varga Albert festőművész, aki testvérének, Varga Zsigának a temesvári sajtóban megjelenő tudósításait is illusztrálta. A szerkesztésből 1924. február 3. után Endre Károly kivált, mert nem tudott kibékülni a sikamlósságnak is helyet adó képzőművész-szerkesztők szabados koncepciójával; helyébe Varga Zsiga lépett. A lap indulásakor így fogalmazta meg programját: „Riport, élc, tréfa, rajz, karikatúra változtatja benne bőven az aktualitásokat és eseményeket hétköznapiságukból vidámsággá. Elvisz a művészetek vegykonyhájába is, de lepkeszárnyakon; észrevétlen könnyedséggel teremtve meg a viszonyt közönség és művész között.” A lap munkatársai bánsági írók és művészek. Az illusztrációk kőnyomaton készültek.